# Вьеторис, Леопольд
Леопо́льд Вито́рис ([viːˈtoːʀɪs], устоявшаяся русская транскрипция Вьеторис) (4 июня 1891, Бад-Радкерсбург, Австро-Венгрия — 9 апреля 2002, Инсбрук, Австрия) — австрийский математик, наиболее известный благодаря вкладу в топологию. 
Вьеторис окончил Венский университет, где в 1920 году получил степень доктора философии по математике, работал в Инсбрукском университете имени Леопольда и Франца.

## Биография
Леопольд Вьеторис родился 4 июня 1891 года в Бад-Радкерсбурге. Он окончил школу в Мельке, после чего изучал математику и начертательную геометрию в Венском Техническом университете. В 1914 году, когда началась Первая мировая война, Вьеторис был призван на фронт. 14 ноября 1918 года, за неделю до подписания договора об окончании войны между Австро-Венгрией и Италией, он стал военнопленным итальянской армии.
После освобождения из плена Вьеторис дописал ранее начатую им диссертацию по геометрии и в декабре 1919 года отослал её профессору Густаву фон Эшериху. Эшерих положительно оценил работу и предложил Вьеторису должность ассистента в Техническом университете Граца.
В 1920 году Вьеторис окончил Венский университет, где получил степень доктора философии по математике. В 1925 году он начал заниматься алгебраической топологией. К этому времени относятся наиболее известные труды Вьеториса, такие как теорема Вьеториса — Бегла, последовательность Майера — Вьеториса и комплекс Вьеториса — Рипса.
В 1927 году Вьеторис занял должность ассистента профессора в Инсбрукском университете имени Леопольда и Франца. Через год он стал преподавать в Венском Техническом университете.
В 1928 году Вьеторис женился на Кларе Риккабоне. У них родилось шесть дочерей, но во время родов последней Клара умерла.
В 1930 году Вьеторис вернулся в Инсбрукский университет, уже в качестве профессора. В 1936 году он женился на Марии Риккабоне, сестре Клары. Вместе они прожили до 2002 года, когда Мария умерла в возрасте 100 лет. Леопольд скончался 9 апреля 2002 года в возрасте 110 лет, спустя две недели после смерти жены, и стал самым старым мужчиной в истории Австрии. Его похоронили на городском кладбище Инсбрука.
Вьеториса пережили его 6 дочерей, 17 внуков и 30 правнуков.

## Награды
- 1973 — Австрийский почётный знак За науку и искусство.
- 1981 — Почётный знак За заслуги перед Австрийской Республикой.

## Память
- Биография математика Карла Якоба Кандориса, персонажа из романа «Abendland»  австрийского писателя Михаэля Кёльмайера[англ.], основана на истории жизни Леопольда Вьеториса[8].
- Астероид (6966) Вьеторис[англ.], открытый в 1991 году, назван в честь Леопольда Вьеториса[9][10].